# Simplex (communicatie)

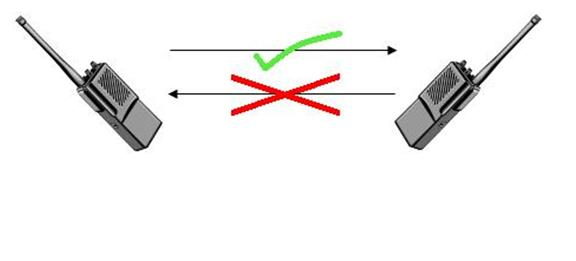
Simplex draadloze communicatie

Simplexcommunicatie is communicatie waarbij enkel in één richting informatie wordt verstuurd. Dit type communicatie vindt men vooral in broadcastnetwerken, waar één bron de informatie verspreidt en de ontvangers geen signalen terugsturen naar de verzender.